# Marjolijn Greeve
Marjolijn Greeve, née le 21 juillet 1938 à Wassenaar et morte le 5 novembre 2023 à Saint-Légier-La Chiésaz (Suisse), est une cavalière néerlandaise de dressage.
Elle fait partie du top 20 des cavaliers mondiaux dans sa discipline sportive, le dressage, durant l'année 1976.

## Biographie
En 1973 et 1975, elle gagne le championnat national de dressage chez les seniors, avec son cheval Lucky Boy.
Elle participe aux Jeux olympiques d'été de 1976 à Montréal. Elle termine 19e de l'épreuve individuelle et 7e de l'épreuve par équipe, avec son cheval Lucky Boy,.